# Будули
Будули — потухший вулкан в Анаунском вулканическом районе Срединного хребта полуострова Камчатка.
Располагается в юго-западной части района, занимая водораздельный участок междуречья рек Янпат и Балыгинган.
По форме собой состоит из трех слившихся вулканических построек: диаметром 16 км и площадью 207 км². Абсолютная высота — 1447 м, относительная — 500—600 м. Объём изверженного материала (базальта) — 36 км³.
Деятельность вулкана относится к верхнечетвертичному периоду.